# TIME PASSENGER
『TIME PASSENGER』（タイム・パッセンジャー）は、日本のシンガーソングライターである土屋昌巳の5枚目のオリジナル・アルバム。
1989年9月1日にEPIC・ソニーレコードからリリースされた。前作『HORIZON』（1988年）よりおよそ1年3か月振りとなる作品であり、作詞および作曲、プロデュースはすべて土屋昌巳が担当している。前々作『LIFE IN MIRRORS』（1987年）、前作『HORIZON』に続くソロ3部作の完結編となっている。
本作はエジプトのピラミッドをテーマにしたテレビ番組用の音楽を依頼されたことから制作が開始され、レコーディングはすべて日本国内で行われた。音楽的にはエスニック・ファンクのポップな楽曲を中心に収録されているが、歌詞には土屋が実際に現地を訪れた際の体験が反映され諦念を感じさせる内容のものが多くなっている。
先行シングルとして「レディ・ロキシー」がリリースされた。また、エジプトでの体験が影響した結果土屋はソロ・アーティストとしての活動を休止することになり、ミニ・アルバム『Mod' Fish』（1997年）までリリースが途絶えることとなった。

## 録音、制作
本作は1988年12月15日から1989年6月17日にかけて日本国内の様々なスタジオでレコーディングが行われており、2枚目のアルバム『TOKYO BALLET』（1985年）以来となるすべて日本国内でレコーディングされた作品となった。レコーディング・エンジニアとして、高橋幸宏のソロ作品などを手掛けたプロデューサー的なエンジニアである飯尾芳史が参加している。飯尾はプログラミングも担当してるが、土屋自身も本作から自身による打ち込みを始めており、後に土屋は本作の緻密なプログラミングに対して「よくまあこんな面倒くさいプログラミングやってるなあと。今ではとてもできない」と述べている。
本作制作時の土屋は「頭の中にあるものをキッチリ作品にしなければならないという思いが強かった時期」であると述べており、サックス担当であった本田雅人に対してもかなり細かい指示を出しているほか、パーカッションの打ち込みだけでも相当量のプログラミングを行っていると述べている。本作には渡辺等や成田忍、近藤達郎などの日本人ミュージシャンが多数参加しており、土屋のソロ作品では初の日本人プレーヤーのみによるアルバムとなった。また、サディスティック・ミカ・バンドを脱退後、アメリカ合衆国に移住してボニー・レイットのバックバンドとして活動していたベーシストの小原礼が参加することになった経緯として、土屋と小原は麻布十番のコインランドリーで偶然に出会い、小原から「何してるの?」と聞かれた土屋がソロ・アルバムを制作中であることを告げると後日スタジオに現れたと土屋は述べている。土屋は渡辺を始め自身がベーシストに恵まれているとも述べている。

## 音楽性とコンセプト
本作は土屋昌巳がテレビ局からエジプトのピラミッドをテーマにしたドキュメンタリー番組の音楽を依頼されたことから制作が開始されることとなった。土屋は番組用の音楽制作のためにカイロに渡航、現地のコーディネーターとともに通常の観光では訪れることのない場所に行き、カイロの日常や不条理な光景を目の当たりにしたという。結果として予定していたドキュメンタリー番組の制作は中止となったが、エジプトにおける体験は土屋にとって大きな疑問を残す結果となった。
本作では前述の体験に影響されたため、歌詞の内容が諦念を感じさせるものが多くなっているが、音楽的には現地で録音された詠唱を取り入れた楽曲やアラビア音階を導入したエスニック・ファンクの趣向が強く打ち出されており、ライターの吉村栄一は「躍動感に満ち、ポップでもある」と述べている。

## リリースと活動休止
本作は1989年9月1日にEPIC・ソニーレコードからCDにてリリースされた。本作の帯に記載されたキャッチフレーズは「きれいで、こわくて、ふかい。美しい屈折の音世界。"Life in Mirrors"、"Horizon"に続くソロ3部作、堂々完結編。」であった。本作は土屋にとって1980年代最後のアルバムとなり、結果としてソロ作品はミニ・アルバム『Mod' Fish』（1997年）までリリースが途絶えることとなった。ソロアーティストとしての活動休止に関して土屋は、当時は意識していなかったがエジプトでの体験で得た虚無感がソロ活動を一度休止することを決断させたのかもしれないと述懐している。土屋は翌1990年にはロンドンに移住し、他アーティストのプロデュース業に専念することになったが、それについて土屋は自身ではなく他者のために活動するべき時期が来たためであると述べている。
土屋は活動休止に至った経緯に関して、以下のように述べている。
このときに感じた虚無感が、ひょっとしたらソロ・アーティストとしてのキャリアを一時終わらせる決断をさせたのかもしれない。ここで自分の中にある“なにか”をすべて吐き出してしまったのかも。当時はそうまでは思っていなかったけれど、この後にロンドンに移住して、プロデュースの仕事にしばらく専念することになりました。ソロ・アーティストとして自分以外の人のためになにかをやる時期が来たということだったんでしょうね。—土屋昌巳, 
『SOLO VOX -epic years-』より
また、本作は2017年12月20日には土屋のボックス・セット『SOLO VOX -epic years-』に収録される形でデジタル・リマスタリング盤としてBlu-spec CD2仕様で再リリースされた。

## 収録曲
- CD付属の歌詞カードに記載されたクレジットを参照[7]。また、3曲目はインストゥルメンタルとなっている。

| #         | タイトル                                    | 作詞      | 作曲      | 編曲                                       | 時間  |
| --------- | ------------------------------------------- | --------- | --------- | ------------------------------------------ | ----- |
| 1.        | 「マインド・フリクション」(MIND FRICTION)   | 土屋昌巳  | 土屋昌巳  | 土屋昌巳                                   | 5:39  |
| 2.        | 「レディー・ロキシー」(LADY ROXY)           | 土屋昌巳  | 土屋昌巳  | 土屋昌巳                                   | 4:31  |
| 3.        | 「太陽とラムセス」(الشمس ورمسيس)            |           | 土屋昌巳  | 土屋昌巳                                   | 3:31  |
| 4.        | 「水鏡」(WATER MIRROR)                      | 土屋昌巳  | 土屋昌巳  | 土屋昌巳                                   | 6:09  |
| 5.        | 「ラヴ・ラヴ・ラヴ」(LOVE, LOVE, LOVE)      | 土屋昌巳  | 土屋昌巳  | 土屋昌巳／ストリングス・アレンジ: 斎藤ネコ | 5:15  |
| 6.        | 「バッド・サイン」(UNDER THE BAD SIGN)      | 土屋昌巳  | 土屋昌巳  | 土屋昌巳                                   | 4:57  |
| 7.        | 「詩人達の血」(BLOOD OF POETS)              | 土屋昌巳  | 土屋昌巳  | 土屋昌巳                                   | 5:59  |
| 8.        | 「タイム・パッセンジャー」(TIME PASSENGER)  | 土屋昌巳  | 土屋昌巳  | 土屋昌巳                                   | 5:36  |
| 9.        | 「ヴェルヴェット・フラワー」(VELVET FLOWER) | 土屋昌巳  | 土屋昌巳  | 土屋昌巳                                   | 6:13  |
| 合計時間: | 合計時間:                                   | 合計時間: | 合計時間: | 合計時間:                                  | 47:50 |

## スタッフ・クレジット
- CD付属の歌詞カードに記載されたクレジットを参照[7]。

### 参加ミュージシャン
| 1. 「マインド・フリクション」 - 青山純 – ドラムス - 清水一登 – ピアノ、シンセサイザー - 近藤達郎 – ハーモニカ - 本田雅人 – ソプラノ・サックス、アルト・サックス、テナー・サックス - 山本拓夫 – ソプラノ・サックス、テナー・サックス - メロディー・マッカリー – コーラス - リン・デイヴィス – コーラス - 飯尾芳史 – コンピュータ・プログラミング - 土屋昌巳 – エレクトリック・ギター、コンピュータ&シンセサイザー・プログラミング 2. 「レディー・ロキシー」 - 小原礼 – ベース - 青山純 – ドラムス - 清水一登 – シンセサイザー - 近藤達郎 – シンセサイザー - 本田雅人 – アルト・サックス - 山本拓夫 – テナー・サックス - メロディー・マッカリー – コーラス - リン・デイヴィス – コーラス - 土屋昌巳 – エレクトリック・ギター、アコースティック・ギター、ボーカル 3. 「太陽とラムセス」 - 横山雅史 – ベース - 青山純 – ドラムス - れいち – ドラムス - 仙波清彦 – パーカッション - 清水一登 – マリンバ、アルト・サックス - 成田忍 – アコースティック・ギター - 本田雅人 – ソプラノ・サックス、アルト・サックス、テナー・サックス - 山本拓夫 – アルト・サックス、テナー・サックス、バリトン・サックス - ボイス・フロム・エジプト – ボーカル - 土屋昌巳 – エレクトリック・ギター、アコースティック・ギター 4. 「水鏡」 - 渡辺等 – ベース - 近藤達郎 – アコーディオン - 土屋昌巳 – エレクトリック・ギター、アコースティック・ギター、ギターシンセサイザー、シンセサイザー、コンピュータ&シンセサイザー・プログラミング、ボーカル | 1. 「ラヴ・ラヴ・ラヴ」 - 渡辺等 – ベース - 青山純 – ドラムス - 飯尾芳史 – コンピュータ・プログラミング - ジョー・ストリングス – ストリングス - 土屋昌巳 – アコースティック・ギター、エレクトリック・ギター、ピアノ、コンピュータ&シンセサイザー・プログラミング、ボーカル 2. 「バッド・サイン」 - 青山純 – ドラムス - 本田雅人 – ソプラノ・サックス、アルト・サックス、テナー・サックス - 山本拓夫 – テナー・サックス、バリトン・サックス - メロディー・マッカリー – コーラス - リン・デイヴィス – コーラス - 飯尾芳史 – コンピュータ・プログラミング - 土屋昌巳 – エレクトリック・ギター、アコースティック・ギター、シンセサイザー・プログラミング 3. 「詩人達の血」 - 横山雅史 – ベース - 青山純 – ドラムス - 成田忍 – アコースティック・ギター - 清水一登 – バスクラリネット、シンセサイザー - 仙波清彦 – ベース・レコーダー、パーカッション、摺鉦 - 土屋昌巳 – アコースティック・ギター、エレクトリック・ギター、ボーカル 4. 「タイム・パッセンジャー」 - 小原礼 – ベース - 青山純 – ドラムス - 清水一登 – CP-80、シンセサイザー - 近藤達郎 – シンセサイザー - 本田雅人 – ソプラノ・サックス、アルト・サックス、テナー・サックス、トランペット - 山本拓夫 – アルト・サックス、テナー・サックス - メロディー・マッカリー – コーラス - リン・デイヴィス – コーラス - 土屋昌巳 – エレクトリック・ギター、アコースティック・ギター、コンピュータ&シンセサイザー・プログラミング、ボーカル 5. 「ヴェルヴェット・フラワー」 - 横山雅史 – ベース - 清水一登 – クラリネット、バスクラリネット、シンセサイザー - 近藤達郎 – ハーモニカ - 成田忍 – アコースティック・ギター - メロディー・マッカリー – ボイス - 土屋昌巳 – アコースティック・ギター、ボーカル |

### 録音スタッフ
- 土屋昌巳 – プロデューサー
- 飯尾芳史 – レコーディング・エンジニア、ミキシング・エンジニア
- 伊東俊郎 – レコーディング・エンジニア
- 三木康広 – アシスタント・エンジニア
- 松田龍太 – アシスタント・エンジニア
- 窪田佳光 – アシスタント・エンジニア
- 池渕秀一 – アシスタント・エンジニア
- おおつきとしゆき – アシスタント・エンジニア
- 梶善則 – アシスタント・エンジニア
- 田中三一（CBSソニー・信濃町スタジオ） – マスタリング・エンジニア
- 福岡知彦 – ディレクター
- 安藤啓介 – アーティスト・マネージメント
- らいじょうじゅんいち – アーティスト・マネージメント

### その他スタッフ
- KAY – エグゼクティブ・プロデューサー
- 石川絢士 – アート・ディレクション、デザイン
- 箕輪信吾 – デザイン
- 山内順仁 – 写真撮影
- 谷崎隆幸 – ヘアー & メイク・アップ
- アレクシス・ニシハラ – スペシャル・サンクス
- 小林克哉（コルグ） – スペシャル・サンクス
- たけいしこうじ（コルグ） – スペシャル・サンクス

## リリース日一覧
| No. | リリース日     | レーベル                       | 規格  | カタログ番号 | 備考                                                                                      | 出典               |
| --- | -------------- | ------------------------------ | ----- | ------------ | ----------------------------------------------------------------------------------------- | ------------------ |
| 1   | 1989年9月1日   | EPIC・ソニー                   | CD    | 32・8H-5113  |                                                                                           | [ 8 ] [ 9 ] [ 10 ] |
| 2   | 2017年12月20日 | ソニー・ミュージックダイレクト | BSCD2 | DQCL 705     | ボックス・セット『SOLO VOX -epic years-』収録 新規リマスター盤、ボーナス・トラック4曲収録 | [ 11 ]             |